# Rui de Sequeira
Rui de Sequeira, scritto anche Ruy de Sequeira (fl. XV secolo), è stato un navigatore ed esploratore portoghese del XV secolo.
Al servizio del re Giovanni II del Portogallo costeggiò la costa dell'attuale Nigeria nel 1472, battezzando la laguna nei pressi di Lagos con il nome Lago de Curamo e l'area in cui si trovava Lagos, forse in omaggio alla città portoghese di Lagos, in Algarvia. 
Nel 1475, quando il suo contratto terminò, Sequeira raggiunse, assieme a Lopes Gonçalves, il Capo Santa Caterina, a sud dell'equatore. 
Nel 1481 Sequeira e Gonçalves furono incaricati dal re Giovanni II di cercare di scoprire il termine meridionale dell'Africa, allora sconosciuto, ma non vi riuscirono. Il Capo di Buona Speranza fu raggiunto e doppiato da Bartolomeo Diaz nel 1488. 